# Sei solo, agente Vincent
Sei solo, agente Vincent (L.A. Takedown) è un film per la televisione del 1989 diretto da Michael Mann. Nel 1995 lo stesso regista ha girato, con alcune modifiche, un remake per il cinema intitolato Heat - La sfida, interpretato da Al Pacino e Robert De Niro.

## Trama
Nella Los Angeles di fine anni '80, un determinato tenente di polizia e un abile rapinatore si sfidano mentre quest'ultimo pianifica il colpo della vita ad una delle banche più importanti della città insieme alla sua squadra.